# 金官昌
金 官昌（キム・グァンチャン、朝鮮語: 김관창、645年 - 660年）は、新羅中期の花郎。朝鮮半島においては官昌（クァンチャン、관창）として知られている。
父は左将軍の金品日。また、大耶城主の金品釋の甥でもある。660年に百済との戦争で戦死した。

## 生涯
645年、左将軍を務めていた金品日の子として生まれた。15歳の時に馬術や弓術の才能から金春秋（武烈王）に推挙され、660年、新羅が百済を攻撃する際に副将を務めた。黄山伐（現: 大韓民国忠清南道論山市など）にて新羅軍と百済軍との間で戦争があったが、この戦の最中に新羅軍が4度負けると5度目には先頭に立ち戦った。その結果百済軍に捕らえられ捕虜となったが、百済軍の武将であった階伯はその勇猛さに感嘆し、勇猛を称えた後、新羅軍に金官昌の身柄を引き渡した。しかし、そのことを恥じた金官昌は井戸水を一口飲むと再び敵陣に突入して戦い、また捕虜となった。階伯は再び金官昌を開放したが、またもや騎馬し百済軍の陣営に突撃した。階伯は金官昌の首を切り落とし、これを確認した新羅軍は5度目の戦いにおいて百済軍を全滅させた。

## 評価
死後、観昌も巫俗の神の一人として崇拝され、祠堂は主に忠清南道論山と燕山地域に分布した。 
大韓民国では『韓国を輝かせた100名の偉人たち』に登場し、1970年代には愛国者の一人として称えられた。